# والتر بيشوب (فرنج)
والتر هارولد بيشوب، دكتوراه هي شخصية خيالية في المسلسل التلفزيوني فرينج على قناة شبكة فوكس التلفزيونية. يمثله جون نوبل. يلعب نوبل أيضًا دور نظير والتر في العرض الكون الموازي، والذي يشار إليه في العرض باسم والترنيت.

## القوس
والتر بيشوب هو ابن جاسوس الحلفاء السابق، الدكتور روبرت بيشوف (21 أغسطس 1912 - 11 ديسمبر 1944) . كان والده رائدًا علميًا في جامعة برلين، وقام بالتجسس لصالح الحلفاء داخل الحكومة النازية، وقام بتخريب الأبحاث الألمانية وتهريب المعلومات العلمية إلى الأمريكيين. نشأ والتر مُحبًا العلوم، وبحلول السبعينيات، أصبح المطور الرئيس لبرنامج الأبحاث التجريبية التابع للحكومة الأمريكية والذي يسمى كيلفين جينينيكس (بالإنجليزية: Kelvin Genetics)‏، جنبًا إلى جنب مع صديقه القديم ويليام بيل [الإنجليزية]. تزوج من إليزابيث بيشوب [الإنجليزية] في عام لم يكشف عنه، وأنجبا ابنهما بيتر بيشوب في عام 1978.
أجرى والتر وصديقه ويليام بيل العديد من التجارب في مجال العلوم الهامشية، بما في ذلك تطوير أسلحة متقدمة للغاية للجيش. في مرحلة ما خلال السبعينيات، اكتشف والتر وبيل وجود عالم آخر، من خلال الاستخدام المتزايد لعقار إل إس دي، من بين أدوية أخرى. قاموا ببناء "نافذة متعددة الأبعاد"، وهي بوابة يمكن من خلالها رؤية الكون الآخر، والذي كان أكثر تقدمًا من الناحية التكنولوجية من عالمنا ، يبدو أن الجانب الآخر قد أنشأ بالفعل هواتف محمولة رقمية بحلول عام 1985).. لقد بدأوا في تقليد التقنيات المتقدمة التي رأوها هناك، وباعوها للجيش لإفادة هذا العالم. لقد أمضوا الكثير من الوقت في إرسال الأشياء إلى الجانب الآخر، بما في ذلك سيارة بيل، واكتشفوا أن "الكون المتعدد" يتطلب التوازن. إذا ذهبت سيارة إلى الجانب الآخر، فيجب إرسال سيارة بنفس الكتلة إلى عالمنا.
في عام 1985، أصيب بيتر البالغ من العمر سبع سنوات بمرض نادر ووحشي. حاول والتر طرقًا عديدة لعلاجه، بدءًا من محاولة بناء آلة زمنية لإحضار باحث متخصص في هذه الحالات من ثلاثينيات القرن العشرين وحتى الوقت الحاضر، إلى مشاهدة نفسه البديلة، التي يطلق عليها اسم "والترنات"، وهي تعمل بالطب المتقدم لعلاج مرضه. امتلك بيتر في الكون البديل، والذي كان مريضًا أيضًا. لكن والتر لم يتمكن من إنقاذ ابنه، ومات بين ذراعيه. بعد الجنازة التي لم يحضرها بيل مطلقًا، انشغل والتر بمشاهدة عمل والترنيت لإنقاذ بيتر الآخر. من خلال النافذة العابرة للأبعاد، اكتشف والتر أن والترنيت قد صاغ العلاج الصحيح لابنه، لكنه لم يلاحظ ذلك لأنه كان مشتتًا بواسطة المراقب المعروف باسم سبتمبر [الإنجليزية]. مع العلم أن والترنيت لن يكون قادرًا على علاج بيتر الآخر، أنشأ والتر المركب الصحيح وبنى مدخلًا إلى الكون الآخر، بهدف علاج بيتر هناك، ثم العودة إلى المنزل.
نينا شارب [الإنجليزية]، التي اكتشفت نوايا والتر وتداعياتها المدمرة عالميًا، ذهبت لمنع والتر من فتح الثقب الدودي في بحيرة ريدن . في الصراع الذي أعقب ذلك، تمكن والتر من عبور الثقب الدودي، لكن ذراع نينا علقت بين الكونين، وكانت بحاجة إلى وضع ذراع إلكترونية في مكانها. في الرحلة إلى الجانب الآخر، دُمرت القارورة التي تحتوي على العلاج، مما أجبر والتر على اختطاف بيتر وعلاجه مرة أخرى في عالمنا، ثم إعادته. في طريق العودة، سقطوا عبر بحيرة جليدية، لكن سبتمبر أنقذهم، والذي حذر والتر من أن بيتر لن يتمكن أبدًا من العودة إلى الكون البديل. بعد أن شفى بيتر، لم يجد هو وإليزابيث نفسيهما قادرين على إعادة بيتر، لذلك قررا تربيته ليكون ملكًا لهما.
في عام 1991، قُتلت الدكتورة كارلا وارن، مساعدة مختبر والتر، في حريق، واتهم والتر بالقتل غير العمد، لكنه اعتبر غير لائق عقليًا للمحاكمة، لذلك حُبس داخل مؤسسة سانت كلير للأمراض العقلية. قضى والتر 17 عامًا داخل سانت كليرز، ولم يقم بيتر بزيارته أبدًا. أجرى بيل، تحت الاسم المستعار الدكتور سيمون باريس، عدة عمليات جراحية في الدماغ على والتر، واستخرج قطعًا من أنسجة دماغ والتر، والتي كانت تحتوي على ذكريات حول كيفية عبوره للأكوان، بناءً على طلب والتر نفسه، الذي كان خائفًا مما سيصبح عليه. مع اختفاء أجزاء من دماغه، تعرض استقرار والتر العقلي للخطر، وأصيب بالجنون.
في بداية الموسم الأول، قامت أوليفيا دنهام بابتزاز بيتر بيشوب البالغ لإطلاق سراح والده من سانت كلير، على أمل علاج حبيبها جون سكوت [الإنجليزية]. أصبح بيتر الوصي القانوني على والتر. بعد أن أنقذوا جون (الذي كان يُعتقد أنه خائن، ولكن كُشف لاحقًا عن أنه عميل سري لوكالة الأمن القومي)، طلبت أوليفيا بقاء والتر وبيتر في بوسطن، وهو ما وافق عليه بيتر على مضض.
في الحلقة الرابعة من الموسم الأول " الوصول [الإنجليزية] " عاد سبتمبر وطلب من والتر إخفاء أسطوانة غامضة له. سئم بيتر من والده وقرر مغادرة بوسطن، ولكنه اختطف من قبل رجل أراد الأسطوانة لنفسه. التقى سبتمبر ببيتر، وبدا أنه قرأ أفكاره، مما جعل بيتر يدرك أن "النمط" كان أكثر بكثير من مجرد صدفة. بدأ أيضًا يرى أن والتر لم يكن مجنونًا كما كان يعتقد في الأصل، وبدأت العلاقة بين الأب والابن في الازدهار. وأصبح والتر وبيتر مستشارين مدنيين لوزارة الأمن الداخلي الأمريكية، تحت إشراف فيليب برويلز [الإنجليزية].
خلال الحلقة " آمن [الإنجليزية] "، استخدم ميتشل لوب [الإنجليزية] وفريق من لصوص البنوك جهازًا اهتزازيًا لإزالة المواد لسرقة المكونات من صناديق الودائع الآمنة في جميع أنحاء البلاد. أدرك الفريق العلمي أن الخزنة مملوكة لوالتر، وأن المكونات كانت جميعها أجزاء من الآلة التي صنعها في عام 1985 لخطته الأصلية لإنقاذ بيتر، ولكنها أُلغيت في النهاية، والتي يمكن أن "تجلب أي شخص من أي وقت أو أي مكان". استخدم لوب الجهاز لإنقاذ ديفيد روبرت جونز [الإنجليزية] من أحد السجون الألمانية، وأصيب جونز بمرض التسمم الإشعاعي بعد فترة وجيزة.
المنظمة التي عمل بها جونز، والتي تسمى (بالألمانية: Zerstörung durch Fortschritte der Technologie) (ZFT)، أو باللغة العربية، «التدمير من خلال التقدم التكنولوجي»، كانت مبنية على بيان مجهول منشور ذاتيًا تحت نفس العنوان. اكتشف والتر أن بيان زي أف تي كتبه ويليام بيل في مختبره منذ سنوات، بعد أن اكتشفوا الكون البديل. في الحلقة العشرين من الموسم الأول، «هناك أكثر من واحد من كل شيء [الإنجليزية]»، يكشف والتر عن وجود الجانب الآخر لبيتر، دون أن يخبره أنه من هناك في الواقع. ساعد والتر وبيتر أوليفيا وفرينج ديفيجن في منع جونز من العبور إلى الجانب الآخر لقتل ويليام بيل، واستمرا في حياتهما، وهما الآن سعيدان كأب وابنه.
كانت الحبكة الفرعية في الموسم الأول هي تجارب والتر وبيل مع عقار منشط للذهن يسمى "كورتيكسيفان"، والذي استخدموه على الأطفال. كانت أوليفيا من بين الأطفال الذين عولجوا به، وتمكنت من رؤية الجانب الآخر بسببه. لكن هذا تركها تعاني من ندوب عاطفية، وهي دائمًا ما تكون دفاعية عندما تطرح الأمر.
في العرض الأول للموسم الثاني، «يوم جديد في المدينة القديمة [الإنجليزية]»، علم والتر وبيتر أن أوليفيا عادت إلى جانبنا بعد زيارة ويليام بيل في الكون الآخر، لكن رحلة عودتها تركتها مصابة بجروح خطيرة وغيبوبة. يبدو أن والتر قد تأثر كثيرًا بهذا، حيث بدأ ينظر إلى أوليفيا مثل ابنته. ولحسن الحظ، استعادت وعيها، وعلم والتر أن الشخص الذي حاول قتلها كان قاتلًا متغير الشكل من الجانب الآخر.
حتى الآن، أصبح القسم الهامشي على علم بالكون البديل، وكما تنبأ بيان زي آف تي، كانت لديهم نوايا لتدميرنا. في حلقة «أغسطس [الإنجليزية]»، اتصل مراقب يُدعى أوغست [الإنجليزية] بوالتر للمساعدة في تصحيح الخطأ، الذي اعتقد والتر في البداية أنه سيعيد بيتر إلى الكون البديل، لكنها كانت في الواقع طريقة لكيفية «خداع الموت»، والتي كان قد حققه سابقًا. في الحلقة العاشرة من الموسم الثاني، «المسائل الرمادية [الإنجليزية]»، اختطف توماس جيروم نيوتن [الإنجليزية]، زعيم المغيرين، والتر وأعيد زرع أنسجة دماغه المفقودة لفترة قصيرة. اضطر والتر، العاقل مؤقتًا، إلى الكشف لنيوتن عن كيفية عبوره إلى الكون الآخر، وكاد يموت بسبب ذلك، مما دفع بيتر إلى بذل جهود كبيرة لإنقاذه. في حلقة «جاكسونفيل [الإنجليزية]»، أعاد والتر تنشيط قدرات أوليفيا في الكورتيكسفان، وتمكنت من التعرف على الأشياء من الكون الآخر بسبب "بريقها" المميز. عندما نظرت إلى بيتر، رأت أنه يسلط نفس الوميض، مما جعلها تدرك أنه من الجانب الآخر. لكنها في النهاية وعدت والتر بأنها لن تخبر بيتر بالحقيقة، على الرغم من أن والتر قرر أنه يجب عليه أن يفعل ذلك بنفسه.
في حلقة  «توليب أبيض [الإنجليزية]» شوهد والتر وهو يكتب رسالة إلى بيتر يكشف له أنه من الكون البديل. إنه غير قادر على حمل نفسه على تسليم الرسالة إلى بيتر لأن الخوف من فقدانه مرة أخرى كبير جدًا. يطارد الفريق رجلاً يحاول إرجاع الوقت لإنقاذ خطيبته من حادث سيارة مميت. في كل مرة يقترب فيها الفريق من الإمساك به يقوم «بإعادة ضبط» الوقت مرة أخرى. أُرسل للتفاوض مع المسافر عبر الزمن، ويخبره والتر عن أفعاله لإنقاذ بيتر ويحث الرجل على عدم ارتكاب نفس الخطأ المتمثل في تغيير المسار الطبيعي للأحداث، قائلاً إنه «سافر عبر الجنون» ليدرك أن بعض الأشياء يجب أن تكون لا يمكن تغييرها. يكشف والتر أنه طلب من الله أن يرسل له علامة مغفرة على شكل زهرة توليب بيضاء، وهي زهرة لم تتفتح في ذلك الوقت من العام. استجابةً لكلمات والتر، يعود الرجل إلى يوم وفاة خطيبته ويحملها بينما تصطدم شاحنة بسيارتهما، مما يؤدي إلى مقتلهما. كُشف لاحقًا أنه خلال "إعادة الضبط" الأخيرة له، ترك المسافر عبر الزمن رسالة لوالتر مع زميل له، ليتم تسليمها في اليوم الأصلي للقضية. عندما يفتح والتر الرسالة المسلمة، يجد زهرة خزامى مرسومة على قطعة ورق بيضاء: «توليب أبيض [الإنجليزية]» الذي يبحث عنه بشدة.
في حلقة «الرجل من الجانب الآخر [الإنجليزية]»، عندما يحاول بيتر إحباط خطة نيوتن لإحضار جسر من الكون الموازي، يكتشف بشكل غير متوقع أنه في الواقع، وليس من هذا الكون. لقد أصيب وأثناء وجوده في المستشفى، يواجه والتر  ويلوم والتر بغضب على انتحار والدته . . في نهاية الحلقة، أبلغت أوليفيا والتر المحطم بأن بيتر قد خرج من المستشفى وهو الآن هارب.
في حلقة «ممر الشمال الغربي [الإنجليزية]»، يخضع بيتر لنيوتن ويلتقي بالرجل من الجانب الآخر، الذي يكشف عن نفسه بأنه والتر من الكون الآخر (والترنيت). ويعترف بيتر بأنه والده البيولوجي، ويوافق على مرافقته إلى الكون البديل، حيث "والترنيت" - الذي يسيطر على قدراته بالكامل، ويشغل منصب وزير الدفاع الأمريكي - يكلفه بالعمل على آلة غامضة اكتشف بيتر في النهاية بشكل ينذر بالسوء أنها تتطلب منه أن يكون بمثابة أحد المكونات.بعد أن أبلغ المراقبون أن بيتر في خطر، عبر والتر وأوليفيا إلى الكون البديل لاستعادته، مع إصابة والتر بطلق ناري في هذه العملية. عند عودتهم إلى عالمنا، أخبر بيتر والتر أنه ما زال لم يسامح والتر لأنه أخذه من عائلته عندما كان طفلاً، قائلًا: «لقد كنت أحاول رؤية هذا بطريقتك يا والتر... ولا أستطيع. لكنك عبرت الأكوان مرتين لإنقاذ حياتي. وهذا يجب أن يحسب لشيء ما.» وهذا يعطي والتر الوعد بالمصالحة النهائية.
بعد أحداث نهاية الموسم الثاني، «هناك [الإنجليزية]»، يبدأ والتر في التكيف مع الحياة مع بيتر، لكن ابنه لا يزال يُظهر تلميحًا من الاستياء تجاه والده. دون علم أي منهما، كانت أوليفيا دنهام التي عادوا معها إلى عالمنا في الواقع شبيهتها، "فوكسليفيا"، بينما كانت أوليفيا الرئيسة محتجزة في الكون الآخر. كانت فوكسليفيا بناءً على أوامر من والترنيت لتحديد موقع قطع آلة يوم القيامة التي بناها الشعب الأول (The First People). يبدأ القسم الديناميكي والهامشي الهائل في جمع القطع وإعادة بناء الآلة في مخبأ آمن، وتستطيع أوليفيا العبور للحظات لتنبيه بيتر بخداع فوكسليفيا، الذي كان متورطًا معها عاطفيًا. في الحلقة الثالثة من الموسم الثاني، «الصندوق [الإنجليزية]»، اكتشف والتر أن ويليام بيل  ترك له حصة مسيطرة في ماسيف ديناميك، مما جعله المدير الرئيس التنفيذي للشركة.
يلتقط الفريق العلمي فوكسليفيا، لكنها قادرة على الفرار مرة أخرى إلى عالمها الخاص. تمكنت أوليفيا من العودة إلى جانبنا والالتقاء بالفريق مجددًا. بعد ذلك، ظهر سبتمبر مرة أخرى وقام بتنسيق سلسلة من الأحداث فقط لمعرفة ما إذا كان والتر قادرًا أخيرًا على ترك بيتر يموت، وهو ما أدرك في النهاية أنه يستطيع القيام به. يزور الفريق العلمي المخبأ الديناميكي الضخم حيث تُحتجز آلة يوم القيامة، وتُنشط على الفور بسبب قربها من بيتر، الذي يبدأ أنفه بالنزيف. الآلة أيضًا تفعل شيئًا ما لبيتر - فهي "تُسلحه". يبدأ سلوكه في التغير ببطء، حتى أنه يبدأ في مطاردة وقتل المتغيرين، مما يجعل والتر يدرك تأثير الآلة عليه. بعد مواجهته بهذا الأمر، يبدو أن بيتر ربما يتقبل ما يحدث له، مما يخيف والتر.
في وقت لاحق، يبدأ والتر في القلق عندما يبدأ الكون الرئيسي في الانهيار، وهو ما يعتقد أنه سيؤدي إلى ما حدث للكون البديل. عندما يتولى بيل مسؤولية أوليفيا دنهام، يحصل على فرصة للعمل مع والتر مرة أخرى، مما يمنحه بعض النهاية. يذهب والتر وبيتر إلى ذهن أوليفيا لإنقاذها ونقل روح بيل إلى جهاز كمبيوتر، لكن الخطة لا تنجح.
بعد أن يقوم والتنيت بتنشيط الآلة على الجانب الآخر، يتعين على بيتر الدخول إليها من هذا الجانب، لكن والتر ليس على استعداد للسماح له بالرحيل. في النهاية، تحدث إلى بيتر وسمح له بالدخول إلى الآلة، لكن بيتر طُرد وأصيب بجروح بالغة. يذهب والتر إلى الكنيسة ويتحدث إلى الله ويطلب منه أن ينقذ عالمه على الرغم من أنه يعلم أنه فعل أشياء سيئة.
بمجرد عودة بيتر إلى الآلة، يومض وعيه للأمام حتى عام 2026. هناك وُضع والتر في السجن بتهمة تدمير الكون الآخر، لكن بيتر قادر على إخراجه لمساعدته في إحدى القضايا. يدرك والتر أن الشعب الأول هم بالفعل وأن عليهم إعادة الآلة بالزمن عبر ثقب دودي المصنوع بواسطة تدمير الكون. بالعودة إلى يومنا هذا، يستخدم بيتر الآلة لإنشاء جسر بين الكونين، ولكن بعد ذلك مُحي من الجدول الزمني ويوجد والتر هناك ليشهد ذلك.
في هذا الجدول الزمني المعدل، لا يزال والتر يأخذ بيتر من الجانب الآخر، ولكن بمجرد عبورهم مرة أخرى فوق بيتر، يغرق في بحيرة ريدن ويموت لأن المراقب لم ينقذه. بدلاً من أن يقوم بيتر بفحص والتر من سانت كليرز، قامت أوليفيا بفحصه. لم يكن يعيش مع بيتر في منزل، بل عاش في مختبره ونادرا ما خرج منه بسبب الخوف الشديد. بدون ثبات وجود بيتر هناك، كان والتر هشًا وغير كامل.
بدأ والتر تراوده رؤى لبيتر واعتقد أنه أصيب بالجنون حتى قالت أوليفيا إنها كانت تراه أيضًا في الأحلام. في النهاية، ظهر بيتر في بحيرة ريدن بعد أن رأت أوليفيا ظهورات له. لم يثق والتر ببيتر ولم يصدقه بشكل خاص أنه ابنه. في البداية، رفض والتر العمل مع بيتر على الإطلاق، لكنه تقبله ببطء وحاول مساعدته في العودة إلى المنزل. عندما قضى الاثنان وقتًا أطول مع بعضهما البعض، بدأ والتر ينظر إلى بيتر بمودة دافئة، ويعامله مثل الابن الذي لم تتح له الفرصة للتعرف عليه أبدًا.
في خاتمة الموسم الرابع، بعد تحذير سبتمبر لوالتر من الغزو القادم للمراقبين، عملا معًا لوضع خطة لهزيمتهم. أُعيد ترتيب الخطة في دماغ والتر لحمايته من قراءة المراقبين له. في هذه الأثناء، أنشأ والتر سلسلة من أشرطة الفيديو تاركًا توجيهات مفصلة للحصول على جميع أجزاء خطته في حالة حدوث شيء له. قبل الغزو، أعاد ويليام بيل ووالتر التواصل. ادعى بيل أنه يريد مساعدة والتر على هزيمة المراقبين. ومع ذلك، خان ويليام القسم الهامشي وقاد المراقبين إليهم. قام والتر بتعتيم معمل هارفارد الخاص به وجميع أشرطة الفيديو. قام أيضًا بتجميع أستريد وبيتر وويليام ونفسه في مكان غير معروف في مدينة نيويورك لمنع المراقبين من الوصول إليهم.
في عام 2036، اكتشف والتر في الكهرمان من قبل زميلة حفيدته هنريتا بيشوب. ذهب إيتا وسيمون فوستر إلى مبنى ماسيف ديناميك السابق لتحديد مكان أجزاء من دماغ والتر. من خلال استعادة والتر إلى شكل جديد من العقل، كان الفريق جاهزًا للبدء في بناء الخطة التي صممها والتر قبل عقود لهزيمة المراقبين. قاده والتر أيضًا إلى المكان الذي عُزل فيه وأزيل أستريد وبيتر. علم والتر أنه سيحتاج إلى بصمة يد بيل للوصول إلى المنارات الموجودة في منشأة تخزين بيل، لذا قام بقطع يده قبل التوجه للعثور على أوليفيا.
بدأ الفريق المُعاد توحيده في البحث عن أوليفيا، التي تم تلطيفها أثناء استرداد عنصر حيوي من خطة والتر، وهو مُوحد الفكر العابر الذي يمكن أن يفهم الأجزاء الموجودة داخل دماغه. ومع ذلك، بحلول الوقت الذي أنقذت فيه أوليفيا، كان المراقبون قد اختطفوا والتر. لقد تعرض للتعذيب على يد ويندمارك، الذي كان يحاول اكتشاف خطة والتر لإسقاط المراقبين. كان للتعذيب أثر كبير على والتر لدرجة أنه حتى بعد إنقاذه، لم يتمكن من الحصول على الجهاز لتوحيد أفكاره. اعتقدت هنريتا أن قدرته على تذكر المعلومات قد دمرت وغير قابلة للاسترداد. اكتشف والتر أشرطة الفيديو بمجرد عودة الفريق إلى جامعة هارفارد وبدأ العملية الطويلة لإزالتها من العنبر. قاد كل شريط الفريق إلى قطعة مختلفة من اللغز.
كانت أجزاء الدماغ التي زُرعت مؤخرًا في والتر هي سبب قلقه. لقد أُزيلت القطع بسبب الرجل المتغطرس الذي كان عليه قبل عقود. كان يخشى أن يعود ببطء إلى ذلك الرجل مرة أخرى. طلب من نينا مساعدته في إزالة القطع من دماغه بمجرد اكتمال الخطة.
استعاد الفريق مايكل، وهو جزء مهم من الخطة. لمس وجه والتر في المختبر بينما كان يحاول قراءة أفكاره عبر الآلة للكشف عن أهميته الحقيقية للخطة. بدلاً من ذلك، أظهر مايكل صورًا لوالتر من الجدول الزمني الأصلي. عادت الذكريات واستعاد والتر كل ذكرياته الأصلية في الجدول الزمني. وأوضح لبيتر أنه يحبه أكثر الآن، على الرغم من أنه لم يعتقد في البداية أن هذا ممكن. بعد العثور على سبتمبر تمكنوا من الحصول على فهم أفضل لتاريخ الخطة: السفر عبر الزمن إلى عام 2167 مع مايكل ومنع العلماء من خلق المراقبين عديمي المشاعر.
الخطوة الأخيرة من الخطة، والتي من شأنها أن ترسل مايكل إلى الأمام في الوقت المناسب، تتطلب والتر. لن يكون مايكل قادرًا على التواصل مع العلماء، لذلك يحتاج إلى مرافقة ستُجبر على عيش حياتهم هناك لضمان عدم خلق مفارقة ومحو المراقبين. ومع ذلك، من أجل السفر بأمان عبر الزمن، كان من الضروري إجراء التلقيح. لُقح والتر في عام 2015، معتقدًا أنه سيعوضه عن غطرسته وتحطيم الكون قبل سنوات عديدة. لقد ترك أيضًا تطعيمًا واحدًا في العنبر مع الأشرطة في حالة حدوث شيء له. أخذ سبتمبر آخر تلقيح في عام 2036 وأوضح لوالتر أنه يريد أن يأخذه بنفسه، بعد أن أصبح لديه مشاعر تجاه مايكل.
ومع ذلك، بعد لحظات من فتح البوابة، أطلق الموالون النار على سبتمبر. أدرك والتر أن هذا كان دائمًا مصيره وأنه يجب عليه التضحية من أجل إنقاذ العالم، فقرر أن يأخذ مايكل عبر الثقب الدودي بينما كان بيتر وأوليفيا وأستريد ينظرون إليه. قبل دخول الثقب الدودي، ينظر والتر إلى بيتر وبيتر يتفوه «أحبك يا أبي» لوالتر. يعود الوقت إلى عام 2015، حيث يستمتع بيتر وأوليفيا وابنتهما الصغيرة إيتا بيوم في الحديقة. لم يحدث غزو المراقب، وتعود العائلة إلى المنزل. عندما قام بيتر بفحص البريد، وجد ظرفًا موجهًا إليه من دبليو بيشوب، يحتوي فقط على قطعة من الورق عليها زهرة خزامى بيضاء مرسومة عليها.

## الملاحظات
1. ↑  مُؤنجلز إلى بيشوب بعد الحرب العالمية الثانية
2. ↑  في حلقة «بيتر [الإنجليزية]»
3. ↑  سوف تمتص المياه من البحيرة أي طاقة زائدة يطلقها المدخل
4. ↑  «لقد قلت أن تأثيرات اهتزازات نيوتن ستكون مدمرة. وقد قاموا... بتدمير عميل مكتب التحقيقات الفيدرالي... لقد قاموا بتفكيكه وكأنه لم يكن هناك. لكنهم لم يقتلوا الرجل من الجانب الآخر... ولم يقتلوني. أنا لست من هنا، أليس كذلك؟»
5. ↑  من عالمنا
6. ↑  «لهذا السبب انتحرت والدتي، أليس كذلك؟ كانت تعلم. أليس كذلك؟ وعندما غادرت، كان الذنب أكبر من أن تتحمله... الكذبة.»
7. ↑  الذي ضحى بنفسه في نهاية الموسم الثاني للسماح للآخرين بالعودة إلى عالمهم
8. ↑  الذي يطلق على نفسه الآن اسم دونالد وتحويل المراقبون له إلى إنسان عادي عقابًا.

## روابط خارجية
- والتر بيشوب في قاعدة بيانات الأفلام على الإنترنت